# Самокатчики
Самокатчики — военнослужащие велосипедных (устар. «самокатных») формирований вооружённых сил различных государств мира.
В литературе встречаются различные названия: Велосипедные команды, Военные велосипедисты, Велосипедные войска, Велосипедная пехота и так далее. С развитием военного дела во многих государствах мира самокатчики с успехом заменяли формирования конной пехоты, участвовали в конвоях, набегах, артиллерийской разведке и т. п.

## История
С развитием техники в мире усовершенствовался и самокат (велосипед). Появились разные типы самокатов, модели различных производителей для различных сфер деятельности, в том числе и для военного дела. Князь Б. Потёмкин в 1887 году издал свою книгу «Велосипед и его применение в военном деле». В России имперского периода первые регулярные велосипедные, в то время именуемые самокатные, формирования (команды) создаются в 1897 году, когда была развернута первая отдельная самокатная команда. А первое упоминание о боевом применении самоката (велосипеда) относят к 1870 году: во время Франко-Прусской войны из осаждённого пруссаками Парижа удалось проскочить одному из посыльных французских войск, с донесением, на самокате (велосипеде). Во время англо-бурской войны самокатные подразделения имелись у обеих воюющих сторон. Многие государства, проанализировав опыт англо-бурской войны, сформировали самокатные подразделения в собственных армиях. Военные всего мира оценили преимущества самокатных (велосипедных) формирований, и к 1900 году велосипеды были приняты на вооружение армиями Франции, Германии, Бельгии, Италии, Швейцарии и других государств мира.
На 1927 год Отдельные самокатные батальоны были в составе вооружённых сил Финляндии, Германии, Франции и других государств.

## В России и СССР
В 1890-х годах в число средств физической подготовки Русской императорской армии была введена велосипедная езда. 9 июня 1891 года был издан приказ № 1581 об обязательном приобретении самокатов (велосипедов) для войск и формировании особых самокатных команд.
После 1890 года, в период военной реформы Николая II, в войсках Европейской России образованы команды штабных самокатчиков.
Одним из средств для установления связи между войсками была Летучая почта, и она обслуживалась в том числе и самокатчиками, где это было выгодно. Линия летучей почты состояла из постов, расстояние между которыми зависели от общего протяжения линии связи войск, от их назначения (армейские, корпусные и так далее) и состояния путей сообщения (дорог). Посты самокатчиков располагались на расстоянии от 10 до 12 вёрст, а при особо благоприятных условиях (хорошее шоссе на равнинной (ровной) местности) — даже до 25 вёрст. Сила этих постов определялась в зависимости от продолжительности действия летучей почты, а также от количества работы. На самокатные посты назначалось не менее трёх смен, не считая начальника поста.
В России вплоть до начала Первой мировой войны в основном применялись складные самокаты (велосипеды) капитана Жерара, произведённые фирмой «Пежо». В сложенном состоянии они могли переноситься за спиной самокатчика на снаряжении (ремнях). В начале 1916 года было принято решение о производстве собственного складного велосипеда, названного «Дукс Боевой». В 1916 году военный складной велосипед «Дукс Боевой» конструкции М. М. Щипанова был принят на оснащение Вооружённых сил Российской империи.
При сформировании самокатных частей Русская Армия сначала намечала сформировать 40 рот, но их сформирование приостановилось на 32-й, в марте 1917 года. Чуть позже, летом этого года, эти роты были сведены в батальоны. На театре войны при перемещении на сухих, но плохих дорогах самокатчики, в зависимости от их подготовленности, двигались со скоростью 8 километров в час, а отдельные самокатчики и дозоры из них на коротких дистанциях развивали до 20. То есть при нормальном движении они могли пройти до 80 километров в сутки, а при форсированном марше — до 120 километров. Личный состав самокатных формирований вёл бой как пехотные формирования, с той разницей, что их ударная группа или резерв действовали, используя свою подвижность.
Велосипедные (самокатные) формирования также были в РККА ВС Советской России, а позднее и в ВС Союза ССР, до начала 1940-х годов сохранялись отдельные самокатные роты, как «ездящие стрелки», но с моторизацией и механизацией ВС Союза ССР, эти стрелковые формирования, как самостоятельные стрелковые боевые единицы, были уже не актуальны. Однако достоинства велосипеда, как лёгкого, надёжного и дешёвого механического средства для передвижения по-прежнему признавались руководством военного ведомства Союза ССР, и велосипед оставался на оснащении формирований различных родов войск РККА вооружённых сил Союза, применительно к особенностям их предназначения. Наиболее массовой моделью велосипеда в ВС СССР, которую производили на трёх заводах Союза: Московском, Харьковском и Пензенском, была Мужская Дорожная — первая модель (МД-1).

... Всего было больше: пехоты, пулеметов, тачанок, орудий, броневиков, кавалерии, моторизованных частей, допризывников.
Немножко спутали папу и сына велосипедисты. Они без конца выезжали с Никольской улицы, усердно работая ногами. Сначала ехали черные, потом серые, синие, розовые, голубые.
Первым сбился со счета папа. Он прозевал целый отряд велосипедистов в оранжевых беретах и не включил их в общий итог. Коля сердито оглянулся на отца и продолжал считать. ...— Ильф и Петров, «На трибуне среди гостей», 1935 год.
Так на 1943 год в Отдельной чехословацкой воздушно-десантной бригаде была предусмотрена разведывательная самокатная рота — штат 035/27.

### Обмундирование

#### ВС России
Обмундирование самокатчиков, утверждённое Александром III 14 июля 1892 года, состояло из рубахи (гимнастёрки) со стоячим воротником и манжетами на рукавах, короткого плаща-накидки из непромокаемой ткани, шаровар такого же цвета, что и гимнастерка, которые заправлялись в высокие сапоги, и фуражки. Для пакетов с документами у самокатчика была сумка, размещавшаяся на груди.

## ВС Германии
В ВС Германии имперского периода самокатчики имелись:
- в пехоте — два на роту, три на батальонный штаб и два на полковой штаб;
- в коннице (кавалерии) — 6 — 8 на полк;
- в артиллерии — один на штаб полка, два на отделение и один на муниционную колонну[18].

В вооружённых силах гитлеровской Германии были самокатные разведывательные формирования (группы).

## ВС Италии
В ВС Италии королевского периода 15 марта 1898 года — день создания первых регулярных велосипедных (самокатных) частей в итальянской армии, и ими были берсальеры.
Армейские велосипедисты первыми появились в рядах берсальеров благодаря усилиям молодого офицера, лейтенанта Луиджи Камилло Натали. В 1911 году в частях берсальеров лейтенантом Натали и будущим велосипедным фабрикантом Эдоардо Бьянки был изобретен первый итальянский складной (армейский) велосипед.

## ВС США
На оснащении воздушной пехоты ВС США состоит велосипед «Montague Paratrooper» — 24-скоростной, складной, без инструментов и принадлежностей, переводится из сложенного положения в полнофункциональное (и наоборот) менее чем за 30 секунд, способен везти 227 килограммов.

## ВС Швейцарии
С 1905 года по конец 1990-х годов в швейцарской армии использовался велосипед МО-05, заменённый с 1993 года на модель МО-93, а с 2012 на модель МО-12.
Швейцарская армия развернула три полка велосипедистов (Rdf Rgt) до 2003 года. В связи с прогрессивной моторизацией боевых частей и в особенности из-за отсутствия противоосколочной защиты при передвижении войск эти самокатные полки были расформированы к 2012 году и остались только велосипедные роты в различных частях.
Из-за своей репутации, большой физической силы и боевого духа отряды велосипедистов считались элитными войсками швейцарской армии.

## Велосипедные отряды после мировых войн
После Второй мировой войны во многих вооружённых силах велосипедные подразделения были расформированы, потому что они потеряли свое преимущество перед автотранспортными средствами. Между 1948 и 1952 годами шведские вооруженные силы перестали использовать военные велосипеды, и аналогичная тенденция прослеживалась во всех других мировых армиях, особенно в более крупных и мощных, кроме швейцарской. Таким образом, военные велосипеды находят новое применение — они используются различными военизированными формированиями в партизанских войнах и конфликтах малой интенсивности по всему миру. Таким образом, велосипеды становятся популярным «народным оружием». Один из наиболее известных примеров — так называемая Тропа Хо Ши Мина, начавшийся во время войны во Вьетнаме. Путь Северный Вьетнам — Южный Вьетнам служил для снабжения сил Вьетконга и армии Северного Вьетнама в Южном Вьетнаме.
Это была сложная сеть дорог: от относительно ухоженных дорог, позволяющих использовать грузовики, до обычных лесных троп, по которым доставлялась военная техника пешком и на велосипеде. Велосипед был гораздо более желательным выбором, потому что он позволял перевозить большую массу груза, которую мог перевезти один человек за один тур, а также увеличивал скорость транспорта. Одним из недавних примеров массового использования велосипедов является недавно закончившаяся гражданская война в Шри-Ланке. Тамильские тигры создали велосипедные отряды, которые, по имеющимся данным, играли роль быстроходной пехоты.
- Тамильские тигры на велосипедах, 2004 год.